# Карл фон Золмс-Хоензолмс-Лих
Карл Фердинанд Вилхелм фон Золмс-Хоензолмс-Лих (на немски: Karl (Carl) Ferdinand Wilhelm zu Solms-Hohensolms-Lich; * 27 юни 1866 в Лих; † 26 юли 1920 също там) е 6. княз на Золмс-Хоензолмс-Лих (1899 – 1920), немски политик, президент на Първата камера във Велико херцогство Хесен.
Той е най-възрастният син на княз Херман фон Золмс-Хоензолмс-Лих (1838 – 1899) и съпругата му графиня Агнес фон Щолберг-Вернигероде (1842 – 1904), дъщеря на граф Вилхелм фон Щолберг-Вернигероде (1807 – 1898) и съпругата му графиня Елизабет фон Щолберг-Росла (1817 – 1896).
Карл посещава гимназия в Касел, следва в университета в Лайпциг и след това е на военна служба. Пътува до Италия и Алжир. Карл поема през 1899 г., след смъртта на баща му, управлението. От 1899 до Ноемврийската революция 1918 г. той е член на Първата камера на Великото херцогство Хесен. От 1908 до 1914 г. той е вицепрезидент и 1914 до 1918 г. президент. От 1901 до 1918 г. той също е член на Пруската господарска къща.

## Фамилия
Карл се жени на 16 октомври 1894 г. във Вернигероде за принцеса Емма фон Щолберг-Вернигероде (* 20 юли 1875 във Вернигероде; † 5 април 1956 в Лих), дъщеря на княз Ото фон Щолберг-Вернигероде (1837 – 1896) и принцеса Анна Елизабет Ройс-Кьостриц (1837 – 1907). Те имат четири деца:
- Филип Херман (1895 – 1918), наследствен принц на Золмс-Хоензолмс-Лих, убит в Константиновка (Украйна)
- Анне-Агнес (1899 – 1987), ∞ 1923 княз Карл цу Кастел-Кастел (1897 – 1945)
- Елизабет (1903 – 1992), ∞ 1944 Ото Фослер (1902 – 1987), историк
- Йохана Мария (1905 – 1982), ∞ 1924 граф Георг Фридрих цу Золмс-Лаубах (1899 – 1969)

След като единственият му син Филип е убит през 1918 г. в Първата световна война, Карл е наследен през 1920 г. от брат му Райнхард Лудвиг (1867 – 1951).